# James Duggan (évêque)
Pour les articles homonymes, voir Duggan.
James Duggan, né le 22 mai 1825 à Maynooth (comté de Kildare, Irlande) et mort le 27 mars 1899 à Saint-Louis (Missouri, États-Unis), est un prélat catholique irlando-américain. Il est le quatrième évêque de Chicago de 1859 à 1869, bien que sa démission ne soit acceptée qu'en 1880.

## Biographie

### Jeunesse et début de sacerdoce
James Duggan naît d'un père confectionneur le 22 mai 1825 à Maynooth, dans le comté de Kildare, en Irlande, alors rattachée au Royaume-Uni. À la suite de l'appel aux vocations sacerdotales lancé par l'archevêque de Saint-Louis (Missouri), Duggan émigre aux États-Unis en 1842 pour étudier au séminaire Saint-Vincent de Cap Girardeau dans le Missouri. Il est ordonné prêtre le 29 mai 1847.
En 1854, l'archevêque Kenrick le nomme vicaire général de Saint-Louis en 1854, puis, après seulement cinq ans de sacerdoce, administrateur temporaire du diocèse de Chicago après le transfert du deuxième évêque de Chicago Jacques Van de Velde à l'évêché de Natchez (en) en 1853.
Le 1er mai 1857, Duggan est consacré évêque titulaire de Gabala (de) et évêque coadjuteur de Saint-Louis par l'archevêque Kenrick. Il devient une nouvelle fois administrateur du diocèse de Chicago après la démission du troisième évêque Anthony O'Regan le 25 juin 1858. Le 21 janvier 1859, Duggan est nommé quatrième évêque de Chicago à l'âge de 34 ans.

### Évêque de Chicago
Durant son épiscopat, le diocèse de Chicago est confronté à plusieurs défis : les conséquences d'une décennie de vacance du siège épiscopal, ainsi que les effets de la panique financière de 1857 et de la guerre de Sécession. Alors que les fidèles catholiques allemands sont hostiles à l'arrivée de tout évêque irlandais, les prêtres irlandais contestent la position de Duggan face à la Fenian Brotherhood : celui-ci a interdit l'accès aux sacrements aux membres de cette organisation secrète. Alors que la question de l'esclavage divise le clergé américain, Mgr Duggan considère l'esclavage comme moralement répréhensible. Durant la guerre de Sécession, il soutient les forces de l'Union et officie probablement auprès des brigades catholiques irlandaises (en).
Au cours de l'épiscopat de Duggan, au moins cinq paroisses sont fondées à Chicago ; le système des écoles paroissiales est établi et de nombreuses organisations caritatives essaiment à travers la ville. En 1870 et 1871, les rédemptoristes et les bénédictins s'installent dans les quartiers allemands du North Side, tandis que la Société du Sacré-Cœur de Jésus fonde un établissement d'enseignement supérieur. Cependant, une partie du clergé pointe le manque de soutien de l'évêché à l'université et séminaire de Sainte-Marie-du-Lac (en), le premier établissement d'enseignement supérieur privé sous contrat de l'Illinois, à une période d'instabilité financière et de manque de nouveaux étudiants.
En juin 1862, Mgr Duggan assiste à la canonisation des vingt-six martyrs du Japon par le pape Pie IX à Rome. Il relate cette visite dans un discours prononcé au mois de décembre et dont le texte est publié l'année suivante.
En outre, Duggan est réputé pour son ascension rapide au sein de la hiérarchie ecclésiastique, ainsi que pour son intelligence, son affabilité, son éloquence et son plurilinguisme. Néanmoins, son comportement change après son retour du deuxième concile plénier de Baltimore (en) en 1866 : Duggan manifeste des sautes d'humeurs, des agissements incohérents et des symptômes de stress. Alors qu'il prend du repos à l'étranger, plusieurs prêtres du diocèse inquiets de son instabilité demandent l'ouverture d'une enquête par le Vatican.

### Mise à l'écart, décès et inhumation
Dix ans après son installation, le 14 avril 1869, Mgr Duggan est écarté de ses fonctions d'évêque de Chicago et passe 29 ans reclus dans un sanatorium des sœurs de la Charité à Saint-Louis,. Le révérend Thomas Foley, prêtre de l'archidiocèse de Baltimore, est alors nommé évêque coadjuteur de Chicago et remplace Duggan au poste d'évêque. Duggan ne remet sa démission que le 10 septembre 1880 et meurt au sanatorium le 27 mars 1889. Avant que tout diagnostic et traitement de trouble mental ne soit possible, Duggan a été placé en sanatorium car il s'est montré « irrémédiablement dément ». On ne sait toujours pas aujourd'hui quelle maladie l'a affecté.
Le 29 mars 2001, les restes de Duggan sont solennellement transférés du cimetière du Calvaire d'Evanston (en) vers le Mausolée des évêques au cimetière du Mont-Carmel de Hillside (en), où sont inhumés la plupart de ses prédécesseurs à l'évêché de Chicago,. C'est probablement en raison de ses troubles mentaux, alors considérés comme marque d'infamie, que ses restes n'ont pas été transférés au mausolée de Hillside dès la construction de celui-ci en 1912,.